# Sandra Mason
Sandra Prunella Mason, född 17 januari 1949 i Saint Philip, är en barbadisk politiker, diplomat och jurist som den 20 oktober 2021 utsågs till Barbados första president.
Hon tillträdde den 30 november 2021, då Barbados blev en republik, från att tidigare varit ett samväldesrike (monarki). Hon ersatte då den brittiska drottningen Elisabeth II som statsöverhuvud.
Mason har tidigare varit ambassadör i Venezuela, Chile, Colombia och Brasilien, suttit i Högsta domstolen, och var landets generalguvernör från 2021 och var då redan i praktiken närmast en statschef.